# CR Vasco da Gama

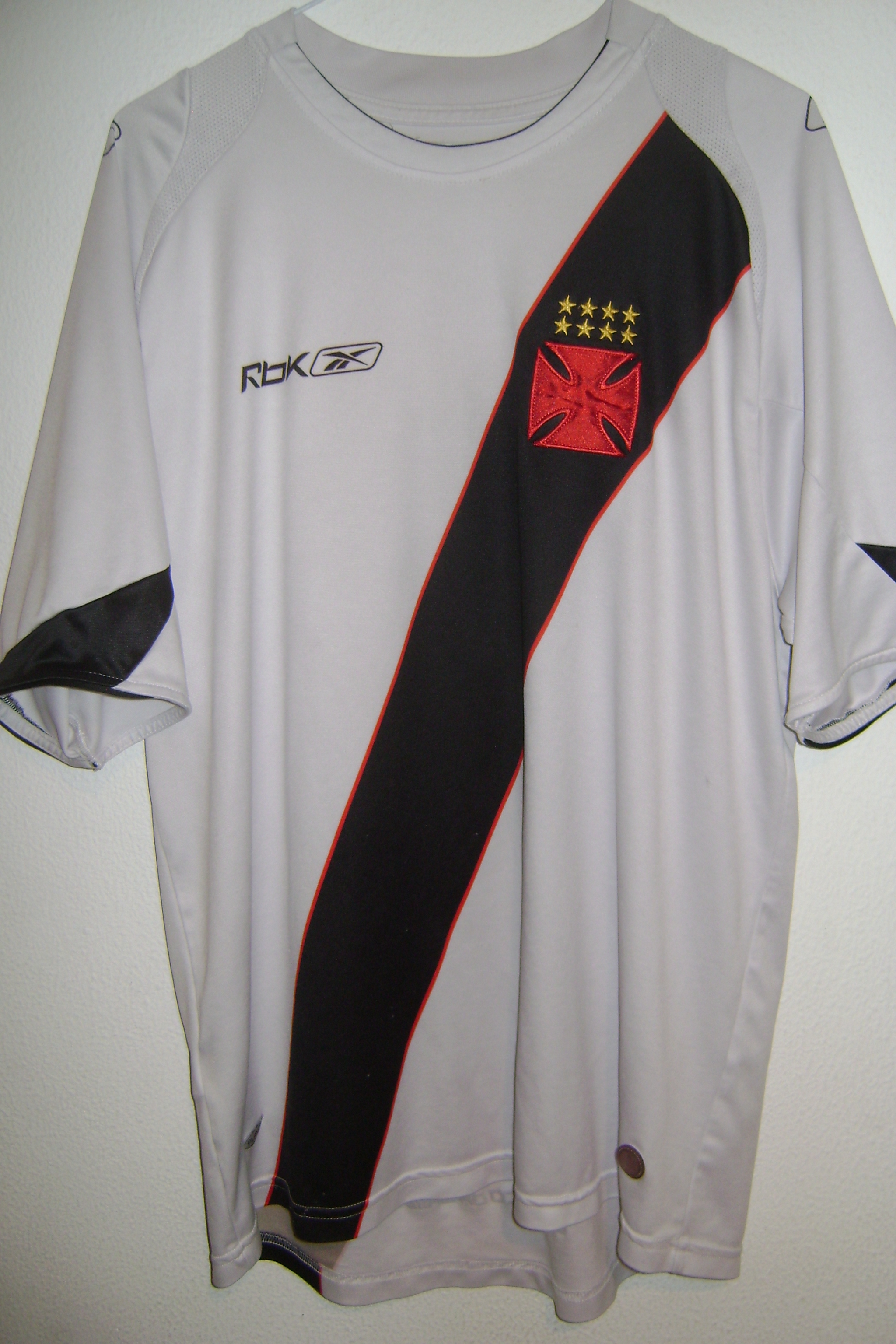
Klubový dres

Clube de Regatas Vasco da Gama je brazilský fotbalový klub sídlící v Rio de Janeiro. Založili ho 21. srpna 1898 portugalští přistěhovalci a dali mu jméno slavného mořeplavce Vasco da Gama. Jak název napovídá, původně se klub věnoval veslování, fotbalový oddíl byl založen až roku 1915. Jako jeden z prvních brazilských klubů přijímal i barevné hráče, proto mu v roce 1924 hrozilo vyloučení z nejvyšší soutěže státu Rio de Janeiro. Tehdejší předseda klubu José Augosto Prestes na to reagoval historickou odpovědí (resposta histórica), v níž odmítl rasovou diskriminaci ve sportu. Vasco da Gama je čtyřnásobný mistr Brazílie, v roce 1998 oslavil sté výročí svého založení vítězstvím v Poháru Osvoboditelů. V roce 2008 poprvé v historii z nejvyšší ligy sestoupil, ale hned v následující sezoně se do ní vrátil.
Klub hraje své zápasy na stadionu São Januário pro 25 000 diváků, přezdívá se mu Gigante da Colina (Obr z kopce). Klubové barvy jsou černá a bílá, symbolem je plachetnice a tlapatý kříž, tradiční znak Portugalska. Největším rivalem je Clube de Regatas do Flamengo, jejich derby je nejsledovanějším zápasem brazilské ligy a říká se mu Milionová klasika.

## Historie
Klub byl založen 21. srpna 1898 při výročí 400 let od plavby mořeplavce Vasca da Gama do Indie.
Původně veslařský klub založilo asi 60 portugalských přistěhovalců. Na počátku 20. století dosáhla obliba fotbalu i město Rio de Janeiro a v roce 1915, spojením se spolkem Lusitania, se zde zformoval fotbalový oddíl. Premiérový zápas hraný v květnu 1916 dopadl prohrou 1:10, prvním a v zápase jediným gólovým střelcem se stal Adão Antônio Brandão. Zprvu se Vasco plahočilo v nižších ligách, avšak v roce 1923 zamířilo mezi elitní týmy. Trenér Ramón Platero dovedl tým k prvnímu triumfu v Campeonato Carioca právě v roce 1923. Některé jiné kluby vznesly námitky ke složení vítězného mužstva, ve kterém působili hráči z chudých poměrů, mulati a černoši. V důsledku toho se liga rozdělila a Vasco da Gama v novém ročníku zvítězilo ziskem maximálního počtu bodů napříč 14 zápasy, neboť konkurence (Flamengo, Fluminense, Botafogo a další) se přesunula do oné druhé ligové soutěže. Schizma trvalo jen rok, v ročníku 1925 už byla liga opět celistvá.
Později Vasco da Gama ovládlo Campeonato Carioca v letech 1929, 1934 a 1936. Za další úspěšnou erou stála generace hráčů přezdívaná „Vítězný expres“ (O Expresso da Vitória) – brankář Barbosa, obránce Ely, záložníci Maneca a Danilo a útočníci Ipojucan, Chico a Ademir de Menezes. Tato osa stála za pěti tituly v městské lize Ria de Janeira mezi roky 1945 až 1952, přidala i triumf v jihoamerické klubové soutěži v roce 1948, předchůdci Poháru osvoboditelů, napříč touto soutěží navíc zůstala neporažena.
V průběhu 50. let dorostla nová generace hráčů zahrnující vítěze na MS 1958 – trojici Bellini, Orlando a Vavá. Ti se stali strůjci úspěchu v Campeonato Carioca v letech 1956 a 1958, přičemž druhý titul získali na úkor Flamenga. Vládci Ria se hráči Vasco da Gama stali poté až roku 1970.
Během 70. let náležel mezi opory útočník Roberto Dinamite, jenž dosáhl na špičku mezi střelci celobrazilské (Brasileirão) a státní ligy v Riu de Janeiru (Carioca) a stanovil nové rekordy. Právě Brasileirão vyhrálo Vasco da Gama v letech 1974 a 1989.
Ve druhé polovině 90. let se tým spoléhal na služby útočníka Edmunda, se kterým získal roku 1997 třetí titul v národní lize. Další rok se mužstvo probilo do finále Poháru osvoboditelů a po výhrách 2:0 doma a 2:1 venku proti ekvádorské Barceloně slavilo první titul v této soutěži.
Když se v lednu 2000 pořádal první ročník Mistrovství světa klubů, Vasco da Gama se kvalifikovalo jako vítěz této jihoamerické soutěže. Navrátivší se útočníci Edmundo a Romário s dalšími hráči jako Gilberto Silva, Viola, Euller a Juninho Pernambucano ve skupině napomohli vyřazení Manchesteru United výhrou 3:1 a dokráčeli do finále, kde změřili síly s Corinthians, prohráli však 3:4 v penaltovém rozstřelu.
V roce 2000 si hráči Vasca napravili chuť v národní lize a opanovali ji. Po boku Juninha Pernambucana se na trávníku objevoval jeho jmenovec s přezdívkou Juninho Paulista.

## Rivalita

### Vasco da Gama versus Flamengo

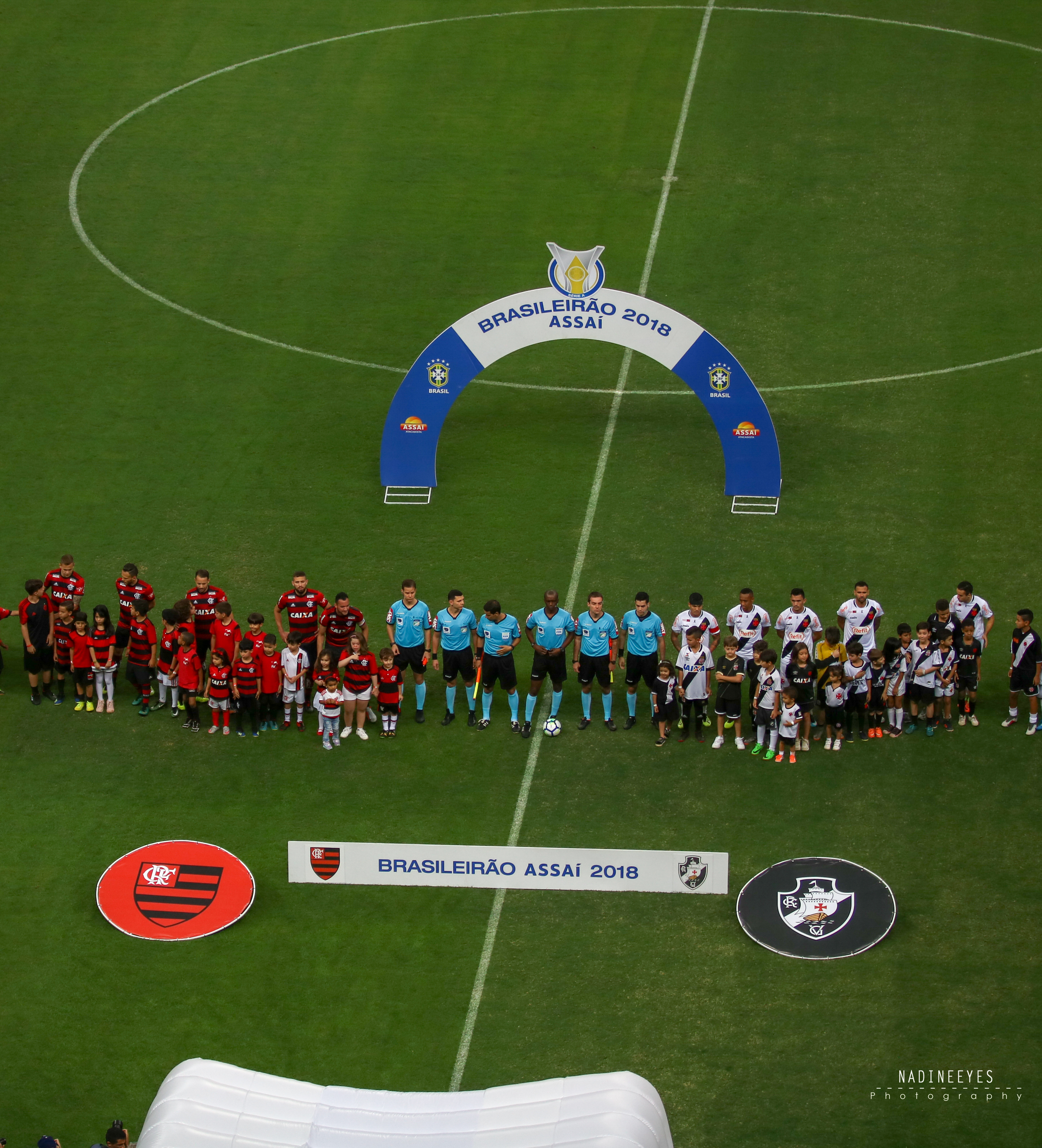
Derby v rámci Campeonato Brasileiro odehrané v září 2018

Rivalita Vasca de Gama a Flamenga započala veslařskými střetnutími, premiéra na fotbalovém trávníku se odehrála v dubnu 1923, poté, co roku 1922 postoupili hráči Vasca mezi elitu města Rio de Janeiro. Nováček mezi brazilskou elitou se zkušenějšího Flamenga nezalekl a vítězstvím 3:1 zásluhou dvougólového Cecyho se přiblížil k prvnímu následně získanému titulu. Ve 30. letech se derby zintenzivnělo, tím spíše, když O Vascão porazilo rivala nejvyšším rozdílem v historii vzájemných klání – v roce 1931 výsledkem 7:0 a v roce 1933 výhrou 2:0 na právě nově otevřeném stadionu Flamenga. Zavedené Flamengo ale Vascu přebralo talentované hráče jako byli Leônidas da Silva či Domingos da Guia.
V roce 1944 se oba týmy utkaly ve finále Campeonato Carioca. Flamengo obhajující předchozí dvojí triumf akorát přišlo o osu týmu, zatímco „hladové“ O Vascão bylo favoritem. Díky s kariérou loučícímu se Agustínu Validovi ale gólem v závěru vyhrálo Flamengo. Od roku 1945 do roku 1951 fotbalisté Vasco da Gama proti Flamengu neprohráli rekordních 23 derbyových zápasů, v letech 1947 až 1949 dokonce 10 zápasů po sobě vyhráli.
V roce 1976 se týmy utkaly v rámci Taca Guanabara, v jehož finále došlo na penaltový rozstřel. Brankář O Vascão Mazzaropi (Mazarópi) vychytal obvykle úspěšného Zica, načež Roberto Dinamite vyrovnal na 4:4. Poté co v další sérii neuspěl Geraldo z Flamenga a naopak Luis Carlos uspěl, začal být vítězný tým označován jako O Time da Virada – „Comeback tým“.
Vítězství v Campeonato Brasileiro roku 1997 si Vasco zaručilo ve finále proti Atléticu Mineiro. V semifinále ovšem vyřadilo Flamengo, poté co se pod výhrou 4:1 podepsal hattrickem Edmundo. V letech 1999 až 2001 ovšem O Vascão ani v jednom ze tří případů ve finále nezabránilo Flamengu vybojovat trofej. Postupem dekády ale finálovou bilanci otočili a pětkrát ve finále Flamengo přehráli, včetně toho v Copa do Brasil v roce 2006.

## Slavní hráči
- Ademir Marques de Menezes
- Vavá
- Orlando Peçanha
- Roberto Dinamite (od roku 2008 předseda klubu)
- Romário
- Bebeto
- Edmundo
- Juninho Pernambucano
- Carlos Alberto de Jesus

## Fanoušci
Vasco da Gama má asi deset milionů příznivců a je tak pátým nejpopulárnějším klubem v Brazílii. Mezi jeho příznivce patří např. automobilový závodník Nelson Piquet.

## Úspěchy
- 4× mistr Brazílie: 1974, 1989, 1997, 2000
- 24× mistr státu Rio de Janeiro
- 2× vítěz Poháru osvoboditelů: 1948, 1998
- Finalista Mistrovství světa ve fotbale klubů: 2000
- Vítěz Copa Mercosur: 2000

## Inspirace
V JAR existuje klub Vasco da Gama Kapské Město, založený roku 1980 místní portugalskou komunitou.